# Intermediate-density lipoprotein
Intermediate-density lipoprotein eller IDL är en lipoproteinklass med halvhög densitet som formas genom att VLDL degraderas. IDL består främst av triglycerider och kolesterylestrar. IDL-partiklar rensas från plasman i levern genom receptormedierad endocytos eller degraderas vidare till LDL. De är vanligtvis mellan 25 och 35 nm i diameter.